# I Remember You
I Remember You es el tercer sencillo de la banda de Punk Rock Neoyorquina Ramones, fue lanzado en 1977 en el disco Leave Home. Es una balada punk en la que se nota el avance de la calidad de composición de los integrantes de la banda.